# Euphrasia retroticha
Euphrasia retroticha là loài thực vật có hoa thuộc họ Cỏ chổi. Loài này được Nakai ex Yamaz. mô tả khoa học đầu tiên năm 1963.